# Bandera federalista
La bandera federalista, bandera del Moviment Europeu o bandera de la lletra «E» de color verd és una bandera no oficial utilitzada per alguns grups federalistes europeus.

## Història
El 1948, una bandera semblant a l'actual aparegué al Congrés de la Haia, tot i que aquesta tenia la «E» de color vermell. Aquest congrés desembocà en la formació de dos grups: els unionistes i els federalistes. El mateix any, aquests últims fundaren el Moviment Europeu, que es feu seva la bandera federalista blanc-i-verda, tot i que ja no l'utilitza.